# Elogio de las cosas de la Tierra
Elogio de las cosas de la Tierra es un libro de selección de prosas de la escritora chilena Gabriela Mistral, realizado por Roque Esteban Scarpa para la editorial Andrés Bello, en el año 1979.  En él se refleja la cercanía de Gabriela a la naturaleza y a diversos  lugares de la tierra que se ha reflejado en toda su obra.
El libro está dividido en cuatro partes: Elogio de la naturaleza; Elogio de las Materias; Estampas de Animales; y Estampas de otros seres.
En el primero, destacan su prosas al mar y la tierra, a la papaya de sus valles natales, la espiga y el trigo, la patata, el café, el algodón, el copihue, el alerce, el ombúm, el sauce; y frutos como la piña y el higo; y las flores. En el segundo aparecen la Harina, el pan, la ceniza y el fuego. El aceite, la sal, el vino, el agua y las piedras; la arena, el cristal, estrellas y el oro.  En la tercera parte decida su pluma al faisán, la gacela, la cebra, la alpaca, el topo, el armadillo y la tortuga. Y concluye en su cuarta con los albatros, la serpiente de Java, la lechuza, a medusa de Guayacán, cóndor y huemul, la chinchilla y el queltehue.
El libro rescata prosas escritas en diferentes épocas desde junio de 1922 hacia adelante.